# Vävspännare

Vävspännare, ca 1918 - Hallwylska museet

Vävspännare är ett redskap som används vid vävning för att tillse att kanterna under vävningens gång inte blir indragna i förhållande till skedbredden.
Vävspännaren består av synnerligen vassa piggar monterade i ytterkanten av ett slags linjal som är vikbar på mitten. Piggarna anbringas i vävens ytterkant och mitten av spännaren trycks ner mot väven och låses med en enkel bygelanordning.
Vävspännaren är reglerbar och ska ställas in så att piggarnas ytterkanter är på samma bredd som varpen i vävskeden.